# Copa de la República (Chile)
A Copa República, oficialmente Copa de la República, foi um campeonato da Primeira divisão do futebol chileno, correspondente à temporada de 1983, disputado no início de 1984. Universidad Católica foi titulado campeão exclusivo e o Naval foi vice-campeão.

## História
Embora correspondesse ao calendário futebolístico de 1983, a Taça da República foi disputada entre 10 de janeiro e 7 de março de 1984.
Ao contrário do que foi noticiado em algumas ocasiões, esta competição nunca substituiu a Taça do Chile, também disputada em 1983 e 1984, outro título da Universidad Católica e do Everton respectivamente, embora pela sua equivalência acumulem na contagem de taças complementares à liga assim como acontece com a Copa de inverno.

### Rebaixamento para a Segunda Divisão
Dentro das regras da Copa República foi estipulado que as quatro equipes semifinalistas garantiram automaticamente a permanência na categoria mais alta para a temporada de 1984, independentemente da posição final na [[Primeira Divisão do Chile 1983. Esta situação fez com que o Santiago Wanderers, apesar de terminar na 21ª posição do torneio nacional (posição de rebaixamento) permanecesse na Primeira Divisão, com a qual a equipe que inicialmente acompanharia a última do torneio Audax Italiano em a temporada seguinte na Segunda Divisão seria Unión Española. 
Dado que a Copa foi desenhada e disputada em paralelo com a última etapa do Campeonato Nacional, a Unión Española apresentou uma reclamação formal ao Conselho de Presidentes da Associação Central de Futebol para evitar o rebaixamento. O Conselho finalmente determinou que tanto a seleção hispânica Santiago Wandereres quanto o Audax Italiano permaneceriam na Primeira Divisão, com a qual o número de participantes em 1984 aumentou de 24 para 26 equipes.

## Primeira fase
| Everton         | Wanderers (v)  | 3:4 | 2:1 | 5:5       |
| Naval           | Huachipato     | 1:0 | 1:1 | 2:1       |
| San Felipe      | Trasandino     | 1:0 | 4:1 | 5:1       |
| Green Cross     | Fernández Vial | 1:0 | 1:3 | 2:3       |
| Colo-Colo       | Audax Italiano | 0:1 | 2:2 | 2:3       |
| Iquique (v)     | Arica          | 1:1 | 2:2 | 3:3       |
| U. de Chile (p) | Unión Española | 1:0 | 0:1 | 1:1 (5:4) |
| Antofagasta (v) | Cobreloa       | 3:0 | 1:4 | 4:4       |
| U. Católica (v) | Palestino      | 0:1 | 2:1 | 2:2       |
| Atacama         | Magallanes     | 2:0 | 2:3 | 4:3       |
| O'Higgins       | Rangers        | 0:4 | 0:3 | 0:7       |

Nota: O Unión Española se classificou para a próxima fase como o melhor perdedor desta fase.

## Segunda fase
| Wanderers       | San Felipe     | 2:0 | 3:4 | 5:4 |
| U. Católica (v) | U. de Chile    | 0:1 | 2:1 | 2:2 |
| Unión Española  | Audax Italiano | 0:0 | 0:2 | 0:2 |
| Fernández Vial  | Naval          | 1:3 | 1:2 | 2:5 |
| Iquique (v)     | Antofagasta    | 0:0 | 1:1 | 1:1 |
| Rangers         | Atacama (v)    | 1:2 | 1:0 | 2:2 |

## Terceira rodada
| Wanderers | Audax Italiano  | 1:0 | 1:1 | 2:1 |
| Naval     | U. Católica (v) | 3:2 | 1:2 | 4:4 |
| Iquique   | Atacama         | 4:0 | 2:1 | 6:1 |

Nota: Naval se classificou para a próxima fase como o melhor perdedor desta fase.

## Semifinais
| Wanderers | U. Católica | 0:0 | 0:3 | 0:3 |
| Naval     | Iquique     | 1:0 | 1:1 | 2:1 |

## Final
| 7 de março de 1984 | Universidad Católica | 1 – 0 | Naval | Estádio Santa Laura, Santiago                           |
|                    | Isasi 49'            |       |       | Público: 11 365 Árbitro: Juan Silvagno Cavanna (Chile)) |

## Campeão
| Campeão Copa República 1983                                           |
| --------------------------------------------------------------------- |
| Club Deportivo Universidad Católica (1º título neste torneio) Campeão |